# Guan del Cauca
El guan del Cauca (Penelope perspicax) és una espècie d'ocell de la família dels cràcids (Cracidae) que habita la selva humida dels vessants dels Andes al sud-oest de Colòmbia.